# Nászer el-Attija
Nászer Száleh el-Attija (arabul: ناصر بن صالح العطية; Doha, 1970. december 21. –) katari raliversenyző, sportlövő. Mind a két sportágban a világ legsikeresebb versenyzői közt van jelenleg. Öt alkalommal győzött a Dakar-ralin, a Közel-keleti ralibajnokságot tizenötször, míg az N csoportos világbajnoki sorozatot egyszer nyerte meg. Sportlövőként kétszeres aranyérmes az Ázsia Játékokon, valamint olimpiai bronzérmes a skeet szakágban. Sikereivel hazája egyik legeredményesebb sportolójának számít.

## Pályafutása

### Rali

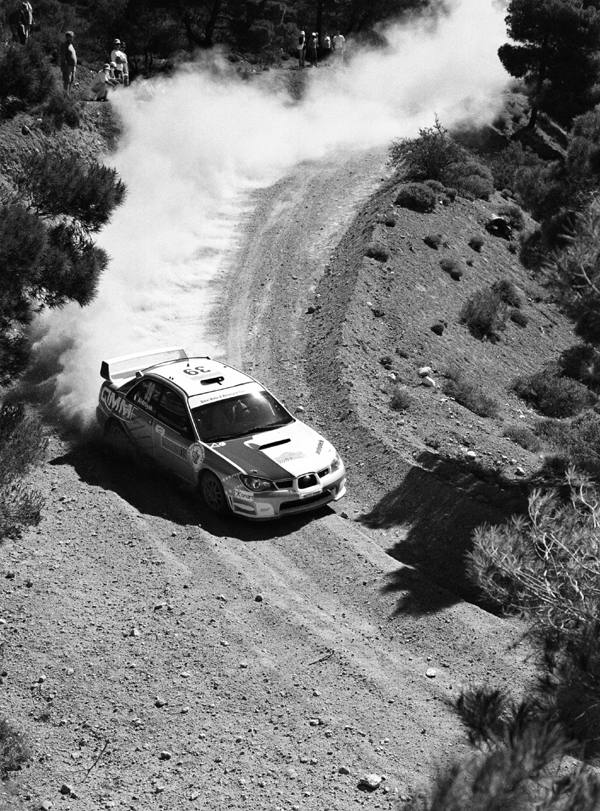
el-Attija a 2006-os Akropolisz-ralin

1989-ben kezdte rali-pályafutását. Igaz, már a 90-es években is komoly sikereket ért el hazai raliversenyeken, csak 2000 után kezdett nemzetközi autóversenyzői karrierbe. 2003-ban megnyerte a közel-keleti ralibajnokságot, majd 2004-ben már a világbajnokságon debütált, ahol az N csoportos (PCWRC) sorozatban vett részt. 2009-ig maradt a világbajnokság rendezésében működő szériában, ami mellett azonban továbbra is indult a közel-keleti ralikon. Első PCWRC-s évében hat futamon szerepelt. Tizenhét pontot gyűjtött, mellyel a sorozat értékelésének hetedik helyén végzett. A következő szezonban Arai Tosihiróval volt versenyben a bajnoki címért. Egy futamot nyert, kétszer volt harmadik, de alulmaradt japán ellenfelével szemben. A közel-keleti értékelést azonban újfent megnyerte, ahogy tette azt a következő négy évben is.
A 2006-os idényben egy harmadik és egy második helyezéssel kezdett, majd két egymást követő versenyt nyert meg: előbb Argentínában, majd Görögországban lett első. A szezon második felében már nem volt ilyen eredményes. Cipruson ötödikként, majd Új-Zélandon hetedikként zárt. Az így gyűjtött negyven pont is elég volt ahhoz, hogy az övé legyen bajnoki elsőség. Ezzel ő lett az N csoportos világbajnokság második ázsiai győztese.
A 2007-es és 2008-as szezon kevesebb sikert hozott. Noha továbbra is az élmezőny tagja volt, technikai hibák és balesetek hátráltatták. 2009-ben aztán újra versenyben volt a bajnoki címért. Két győzelmet szerzett, és az argentin sikerénél elért abszolút nyolcadik helyezésével megszerezte pályafutása első világbajnoki pontját. A PCWRC év végi értékelésében végül Armindo Araujo és Martin Prokop mögött a harmadik helyen zárt.

#### 2010–2011: SWRC

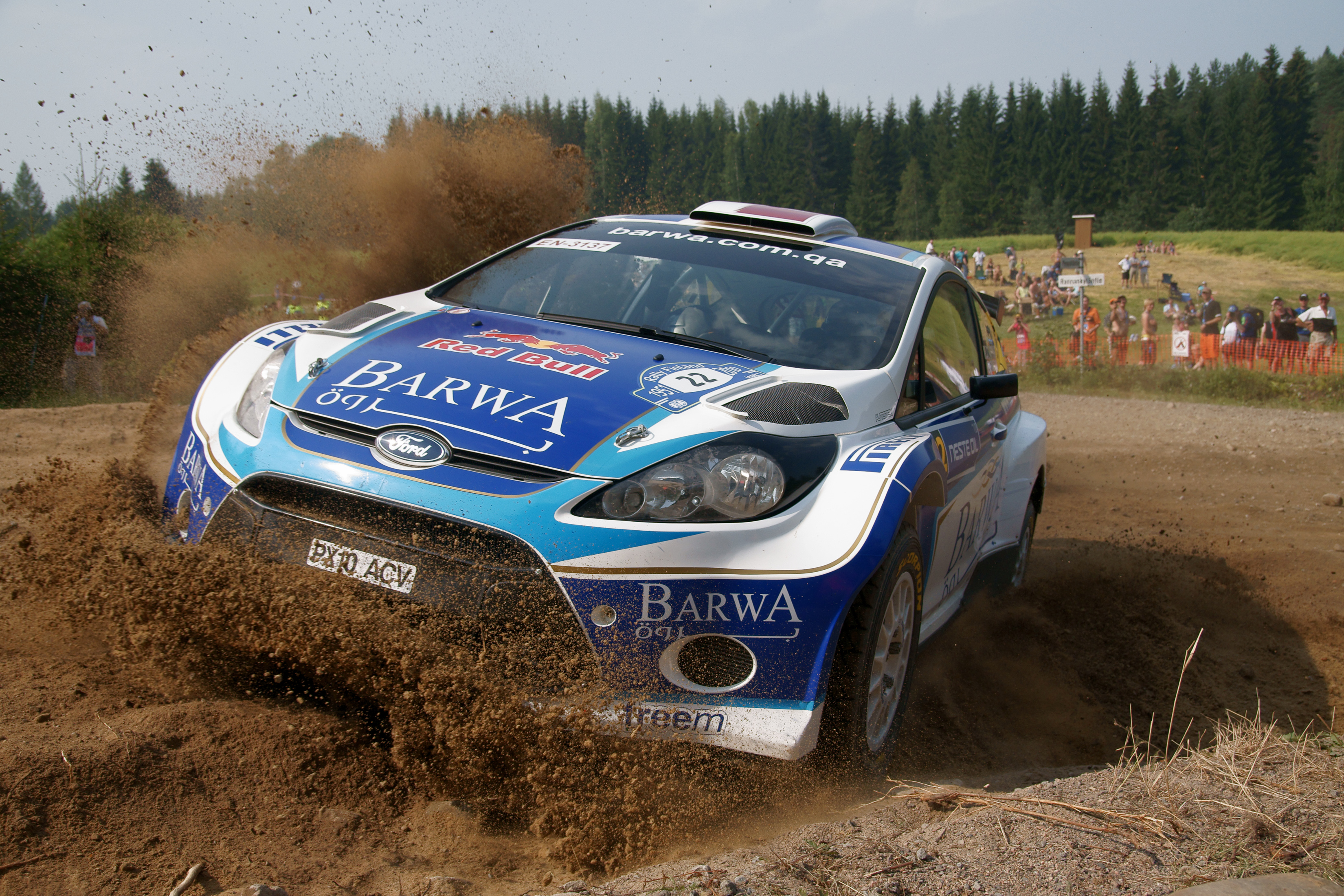
Focus S2000-esben a 2010-es finn ralin

2010-ben született meg az S2000-es autók számára kiírt sorozat, az SWRC. Lévén ez is a világbajnokság keretein belül zajlik, el-Attija erre a szériára váltott. A szezon öt versenyén indult, melyből hármat egy Skoda Fabiával, míg további kettőt egy Ford Focusszal teljesített. Dobogón egyszer sem állt, ellenben négyszer volt pontszerző, és hetedikként zárta az összetettet. Ebben az évben – 2004 óta először – alulmaradt a közel-keleti bajnokságban. Honfitársa, Misfer Al-Marri előzte meg szoros versenyben. A sorozat egy futama, a Ciprus-rali az interkontinentális bajnoksággal közös rendezésű volt. Nászer győzni tudott itt, amivel megszerezte a Ford második IRC-sikerét.
A 2011-es SWRC-szezont győzelemmel kezdte Mexikóban. A versenyt követő technikai vizsgálaton azonban nem ment át az autója, amiért eredményétől megfosztották. A soron következő jordán ralin közel két perces előnnyel vezetett, amikor motorhiba miatt kiesett. A hátralévő futamokon kétszer is második volt, a pontversenyben azonban újfent hetedik lett. Négy győzelemmel a közel-keleti bajnokságot megnyerte, immár hetedik alkalommal. Az IRC ciprusi állomásán ez évben is részt vett. A sorozat élversenyzőivel zajlott versenyen szorosan követte az élen álló Andreas Mikkelsent, azonban egy motorhiba miatt kiesett.

#### 2012: WRC-vel
2011 decemberében jelentették be, hogy a 2012-es világbajnoki szezonban a Citroën Racing egy DS3 WRC-jével vesz majd részt. Nászer hároméves szerződést kötött a franciákkal, két további év opcióval. Dakar-ralis szereplése miatt a szezonnyitó Monte Carlo-ralit kihagyta, azonban az azt követő svéd versenyen már elindult. Noha Svédországban csak huszonegyedik lett, több kimagasló részsikere is volt. Mexikóban szakaszt is nyert, és hatodikként zárt, majd a portugál ralin negyedik volt, ami eddigi pályafutása legjobb világbajnoki helyezése. Argentínában az ötödik helyen állt, mígnem a második napon meg nem ütötte autója felfüggesztését. Csak a zárónapra tudott visszaállni, ám a kihagyott szakaszok után járó időbüntetéssel együtt is a két pontot érő kilencedik pozícióban zárt. Az Akropolisz-rali tizennyolcadik szakaszán egy vízfolyás után autója egy fának vágódott, és a sérült Citroennel nem tudta folytatni a versenyt.

### Tereprali

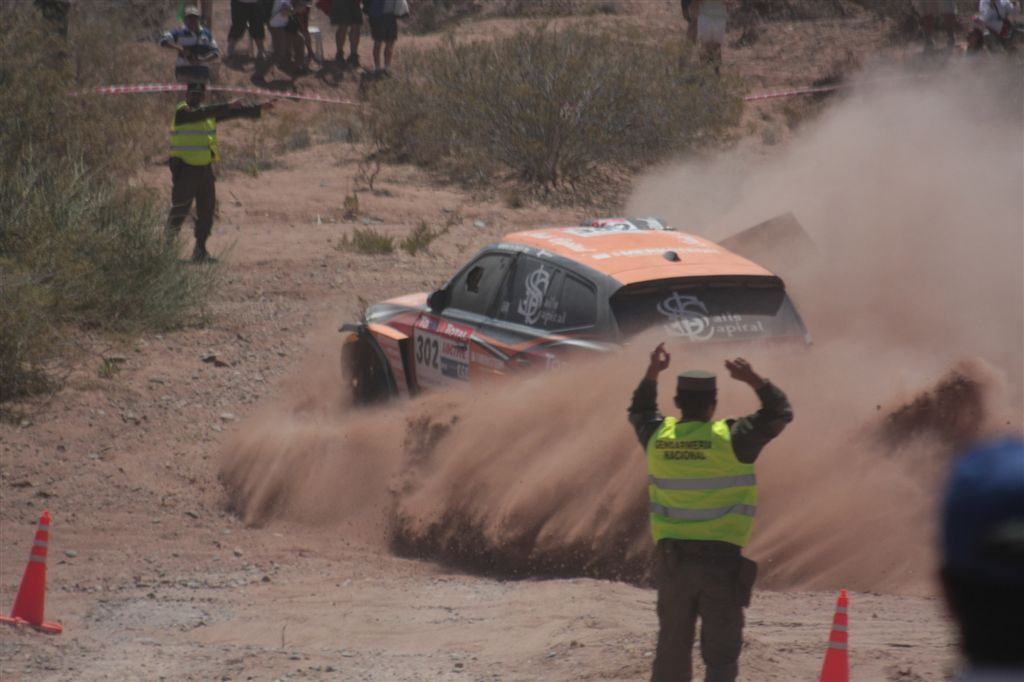
Nászer a 2009-es Dakar-ralin

2004-ben indult először a világ legnevesebb tereprali versenyén, a Dakar-ralin. A belga Bartholome Marc navigálásával, egy Mitsubishi V60-assal vett részt a két és fél hetes viadalon, és lett tizedik. 2005 és 2009 között az X-Raid csapat BMW-jével indult a versenyen. 2005-ben és 2006-ban nem ért célba, 2007-ben azonban már egy szakaszt is nyert Mauritániában, és a hatodik helyen zárt. 2009-ben, az első Dél-Amerikában rendezett Dakaron egy szakaszgyőzelemmel kezdett. A harmadik napon is ő volt a leggyorsabb, az ötödik nap végén már közel három perccel vezetett. A hatodik napon azonban autója motorja melegedni kezdett, és hogy megelőzze a komolyabb károkat úgy döntött, nem halad át azon a dűnesoron, amely a szakasz része volt, helyette egy kerülőúton jutott el a célig. Ezt azonban csak úgy tudta elérni, hogy a kötelezően érintendő ellenőrzőpontokat kihagyta. A szabályok szerint egy-egy pont kihagyása időbüntetéssel jár, de Nászer kilenc ilyen pontot mulasztott, ami már automatikus kizárást von magával, így nem folytathatta a versenyt.
Ezt követően aláírt a Volkswagen gyári csapatához. A Selyemút-ralin már német alakulat autójával indult, és végig az élen állt, majd az utolsó napon felborult és kiesett. A címvédő csapatban, Carlos Sainz, Giniel de Villiers és Mark Miller társaként, Timo Gottschalk navigálásával vett részt a 2010-es Dakaron. A verseny egészén a győzelemért küzdött. Sainz-cal már az ötödik napon elfoglalták az első két helyet, melyet aztán a célig megtartottak. Oda-vissza osztották egymásnak a perceket, és a célban mindössze két perc tizenkét másodperc volt a különbség kettejük közt, a spanyol javára.

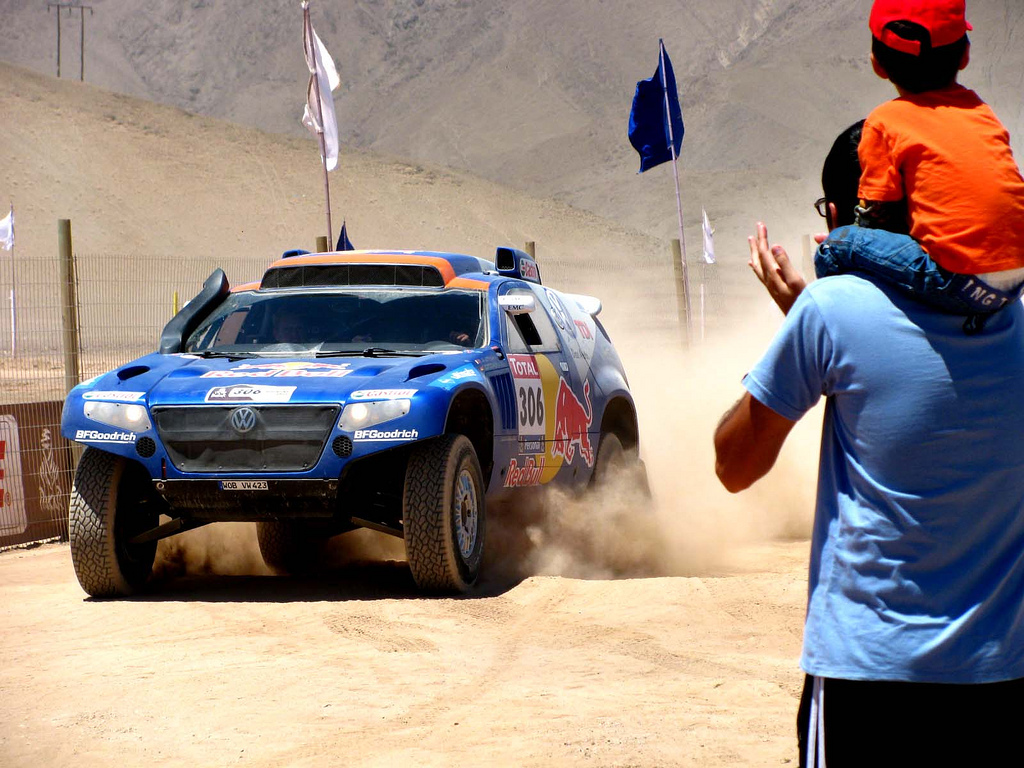
Volkswagennel a 2010-es Dakaron

A 2011-es Dakaron újfent a csapattárs Sainz volt a legnagyobb ellenfele. el-Attija a nyolcadik szakaszig követte őt az összetettben, majd az élre állt. Ettől kezdve nem engedte át a vezetést. Igaz, a nyomás csak a tizenegyedik gyorsasági után csökkent rajta, amikor Sainz-nak eltört a felfüggesztése. Nászer közel egyórás előnyben nyert, és lett a Dakar történelmének első közel-keleti győztese. "Sikerült! Nagyon boldog vagyok. Megnyertük ezt a versenyt, és ez nemcsak nekem, a hazámnak és a csapatomnak is nagyon fontos. Ez egy hatalmas győzelem. Nehéz elmondani, hogy milyen gondolatok járnak fejemben. Ez nagyszerű. Megmutattunk, hogy a miénk a legerősebb csapat. Ez a pályafutásom csúcsa. Remélem, hogy a győzelmem után már mindenki tudja, hogy hol van Katar a térképen." – értékelte a sikert.
A 2012-es Dakarra kénytelen volt új csapatot keresni, miután a Volkswagen kivonult a terepraliból. Nem sokkal a verseny kezdete előtt állapodott meg az amerikai Robby Gordonnal, aki évek óta saját csapatával, és egy Hummerrel vett részt a Dakaron. el-Attija így egy H3-assal próbálta megvédeni címét. Mindössze a kilencedik szakaszig jutott, amikor is a sorozatos technikai problémák miatt feladta. Addig két szakaszt is nyert, részeredményei pedig mutatták, hogy messze gyorsabb a mezőnynél.
A 2013-as Dakarnak saját csapatában vágott neki egy Buggyval, de kiesett. 2014-től Minivel indult, abban az évben harmadik lett, egy évvel később megnyerte a versenyt. 2016-ban egy borulás után második lett. 2017-től Toyotára váltott, nem ért célba. A következő futamon a negyedik lett, míg 2019-ben megszerezte a saját harmadik és a Toyota első Dakar győzelmét. 2020-ban a győztes Carlos Sainz ezüstérmet szerzett úgy, hogy csak egy szakaszt nyert.

### WTCC 2015
2015-ben kapva az alkalmon régi álmát váltotta valóra azzal, hogy kipróbálta magát a Túraautó-világbajnokságon hazája nagydíján, Dohában. Az kivilágításban, éjszaka megrendezett versenyeken egy TC1-es Chevrolet Cruze-al indult amit a Campos Racinig készített fel. Attijahnak azonban még több idő szükséges, hogy az autóversenyzés ezen stílusának trükkjeit elsajátítsa. Debütáló hétvégéjén egy 14. és egy 16. helyet szerzett, pontot tehát nem gyűjtött. A katari sportember ennek ellenére nagyon élvezte a túraautózást és elmondása szerint a jövőben újra indulna majd.

### Sportlövészet

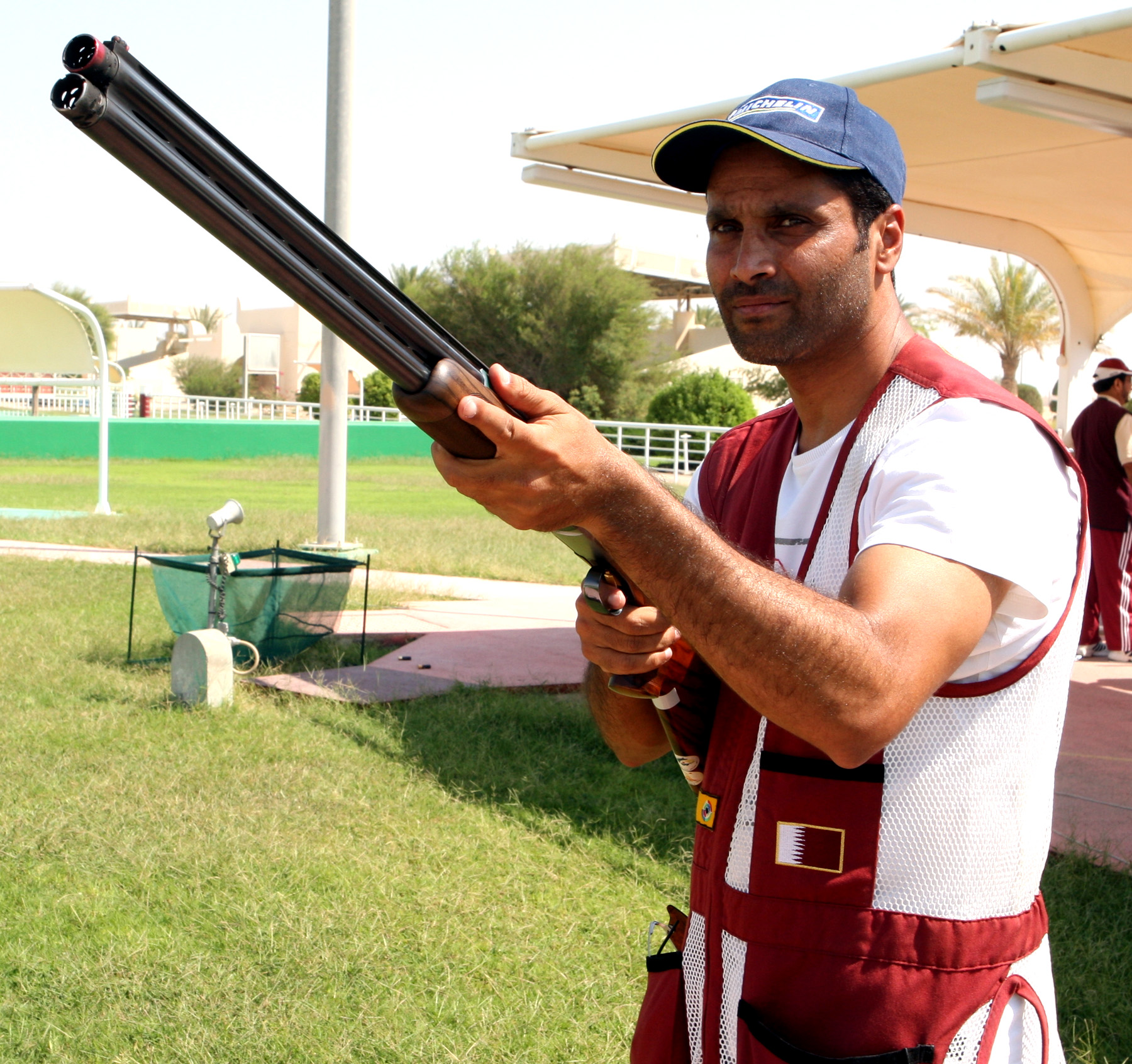
Sportlövészként

Édesapja hobbiját követve kezdett sportlövészettel foglalkozni. Mindössze hat hónapnyi versenyzés után, az 1995-ös Ázsia Játékokon elért eredményével kvalifikálta magát az atlantai olimpiai játékokra a skeetlövők közé. Atlantában aztán tizenötödikként zárt az ötvennégy fős mezőnyben.
Négy évvel később, Sydney-ben már a hatfős döntőbe is kvalifikálta magát, ahol végül hatodik lett. A 2002-es Ázsia Játékokon aranyérmes lett hazája skeet-csapatával a kazah és a kínai együttes előtt. Az athéni olimpián ötödikként jutott döntőbe. Ott aztán két másik versenyzővel együtt végzett harmadikként. Mind a hárman 147 lövést teljesítettek, így szétlövés döntött, melyben szoros versenyben alulmaradt a kubai Juan Miguel Rodríguezzel szemben, és lecsúszott a dobogóról.
A 2008-as pekingi olimpia megnyitó ünnepségén ő vihette hazája zászlaját. A versenyben ezúttal nem teljesített a négy évvel korábbihoz hasonló sikerrel, nem került be a döntőbe, és a tizenötödik helyen végzett. 2010-ben egy arany- és egy bronzérmet szerzett az Ázsia Játékokon: nemzeti csapatával első, míg egyéniben harmadik lett.
Londonban ötödik olimpiáján vett részt. Ez azt is jelentette, hogy a játékokkal egy időben zajló finn ralit ki kellett hagynia. Végül az olimpián bronzérmet szerzett.

## Eredményei

### Rali-világbajnokság
| Év   | Csapat                 | Autó                      | 1      | 2      | 3      | 4      | 5      | 6      | 7       | 8      | 9      | 10     | 11     | 12     | 13  | 14     | 15     | 16     | Helyezés | Pont |
| ---- | ---------------------- | ------------------------- | ------ | ------ | ------ | ------ | ------ | ------ | ------- | ------ | ------ | ------ | ------ | ------ | --- | ------ | ------ | ------ | -------- | ---- |
| 2004 | Nasser Al-Attiyah      | Subaru Impreza WRX STi    | MON    | SWE 32 | MEX Ki | NZL 20 | CYP    | GRE    | TUR     | ARG 14 | FIN    | GER    | JPN    | GBR    | ITA | FRA 22 | ESP    | AUS 13 | —        | 0    |
| 2005 | Nasser Al-Attiyah      | Subaru Impreza WRX STi    | MON    | SWE    | MEX    | NZL 16 | ITA    | CYP 18 | TUR 16  | GRE    | ARG 17 | FIN    | GER    | GBR 21 | JPN | FRA    | ESP    | AUS 13 | —        | 0    |
| 2006 | QMMF                   | Subaru Impreza WRX Spec C | MON 30 | SWE    | MEX 10 | ESP    | FRA    | ARG 15 | ITA     | GRE 17 | GER    | FIN    | JPN    | CYP 19 | TUR | AUS    | NZL 26 | GBR    | —        | 0    |
| 2007 | QMMF                   | Subaru Impreza WRX Spec C | MON    | SWE 27 | NOR    | MEX Ki | POR    | ARG Ki | ITA     | GRE 19 | FIN    | GER    | NZL    | ESP    | FRA | JPN    | IRE 17 | GBR    | —        | 0    |
| 2008 | QMMF                   | Subaru Impreza WRX STi    | MON    | SWE 40 | MEX    | ARG Ki | JOR    | ITA    | GRE Ki  |        |        |        |        |        |     |        |        |        | —        | 0    |
| 2008 | QMMF                   | Subaru Impreza STi N14    |        |        |        |        |        |        |         | TUR 23 | FIN    | GER    | NZL    | ESP    | FRA | JPN    | GBR Ki |        | —        | 0    |
| 2009 | Autotek                | Subaru Impreza STi N14    | IRE    | NOR    | CYP 11 |        |        |        |         |        |        |        |        |        |     |        |        |        | 18.      | 1    |
| 2009 | Barwa Rally Team       | Subaru Impreza STi N14    |        |        |        | POR 16 | ARG 8  | ITA 9  | GRE kiz | POL    | FIN    | AUS    | ESP    | GBR Ki |     |        |        |        | 18.      | 1    |
| 2010 | Barwa Rally Team       | Škoda Fabia S2000         | SWE    | MEX Ki | JOR 18 | TUR    | NZL 13 |        |         |        |        |        |        |        |     |        |        |        | —        | 0    |
| 2010 | Barwa Rally Team       | Ford Fiesta S2000         |        |        |        |        |        | POR 25 | BUL     | FIN 29 | GER    | JPN    | FRA    | ESP    | GBR |        |        |        | —        | 0    |
| 2011 | Barwa Rally Team       | Ford Fiesta S2000         | SWE    | MEX EX | POR    | JOR Ki | ITA 11 | ARG    | GRE 16  | FIN    | GER 16 | AUS    | FRA Ki | ESP 11 | GBR |        |        |        | —        | 0    |
| 2012 | Qatar World Rally Team | Citroën DS3 WRC           | MON    | SWE 21 | MEX 6  | POR 4  | ARG 9  | GRE Ki | NZL     | FIN    | GER 8  | GBR 10 | FRA Ki | ITA    | ESP |        |        |        | 12.      | 28   |

PCWRC
| Év   | Csapat            | Autó                      | 1      | 2      | 3      | 4      | 5     | 6       | 7     | 8      | Helyezés | Pont |
| ---- | ----------------- | ------------------------- | ------ | ------ | ------ | ------ | ----- | ------- | ----- | ------ | -------- | ---- |
| 2004 | Nasser Al-Attiyah | Subaru Impreza WRX STi    | SWE 7  | MEX Ki | NZL 7  | ARG 3  | GER   | FRA 7   | AUS 5 |        | 7.       | 17   |
| 2005 | Nasser Al-Attiyah | Subaru Impreza WRX STi    | SWE    | NZL 4  | CYP 5  | TUR 3  | ARG 1 | GBR 3   | JPN   | AUS 5  | 2.       | 35   |
| 2006 | QMMF              | Subaru Impreza WRX Spec C | MON 3  | MEX 2  | ARG 1  | GRE 1  | JPN   | CYP 5   | AUS   | NZL 7  | 1.       | 40   |
| 2007 | QMMF              | Subaru Impreza WRX Spec C | SWE 7  | MEX Ki | ARG Ki | GRE 5  | NZL   | JPN     | IRE 3 | GBR    | 9.       | 12   |
| 2008 | QMMF              | Subaru Impreza WRX STi    | SWE 17 | ARG Ki | GRE Ki |        |       |         |       |        | —        | 0    |
| 2008 | QMMF              | Subaru Impreza WRX STi    |        |        |        | TUR 10 | FIN   | NZL     | JPN   | GBR Ki | —        | 0    |
| 2009 | Autotek           | Subaru Impreza STi N14    | NOR    | CYP 3  |        |        |       |         |       |        | 3.       | 31   |
| 2009 | Barwa Rally Team  | Subaru Impreza STi N14    |        |        | POR 4  | ARG 1  | ITA 1 | GRE kiz | AUS   | GBR Ki | 3.       | 31   |

SWRC
| Év   | Csapat           | Autó              | 1      | 2      | 3     | 4     | 5     | 6     | 7      | 8     | 9   | 10  | SWRC | Pont |
| ---- | ---------------- | ----------------- | ------ | ------ | ----- | ----- | ----- | ----- | ------ | ----- | --- | --- | ---- | ---- |
| 2010 | Barwa Rally Team | Škoda Fabia S2000 | SWE    | MEX Ki | JOR 4 | NZL 5 |       |       |        |       |     |     | 7.   | 34   |
| 2010 | Barwa Rally Team | Ford Fiesta S2000 |        |        |       |       | POR 7 | FIN 7 | GER    | JPN   | FRA | GBR | 7.   | 34   |
| 2011 | Barwa Rally Team | Ford Fiesta S2000 | MEX EX | JOR Ki | ITA 4 | GRE 6 | FIN   | GER 2 | FRA Ki | ESP 2 |     |     | 7.   | 56   |

### Dakar-rali

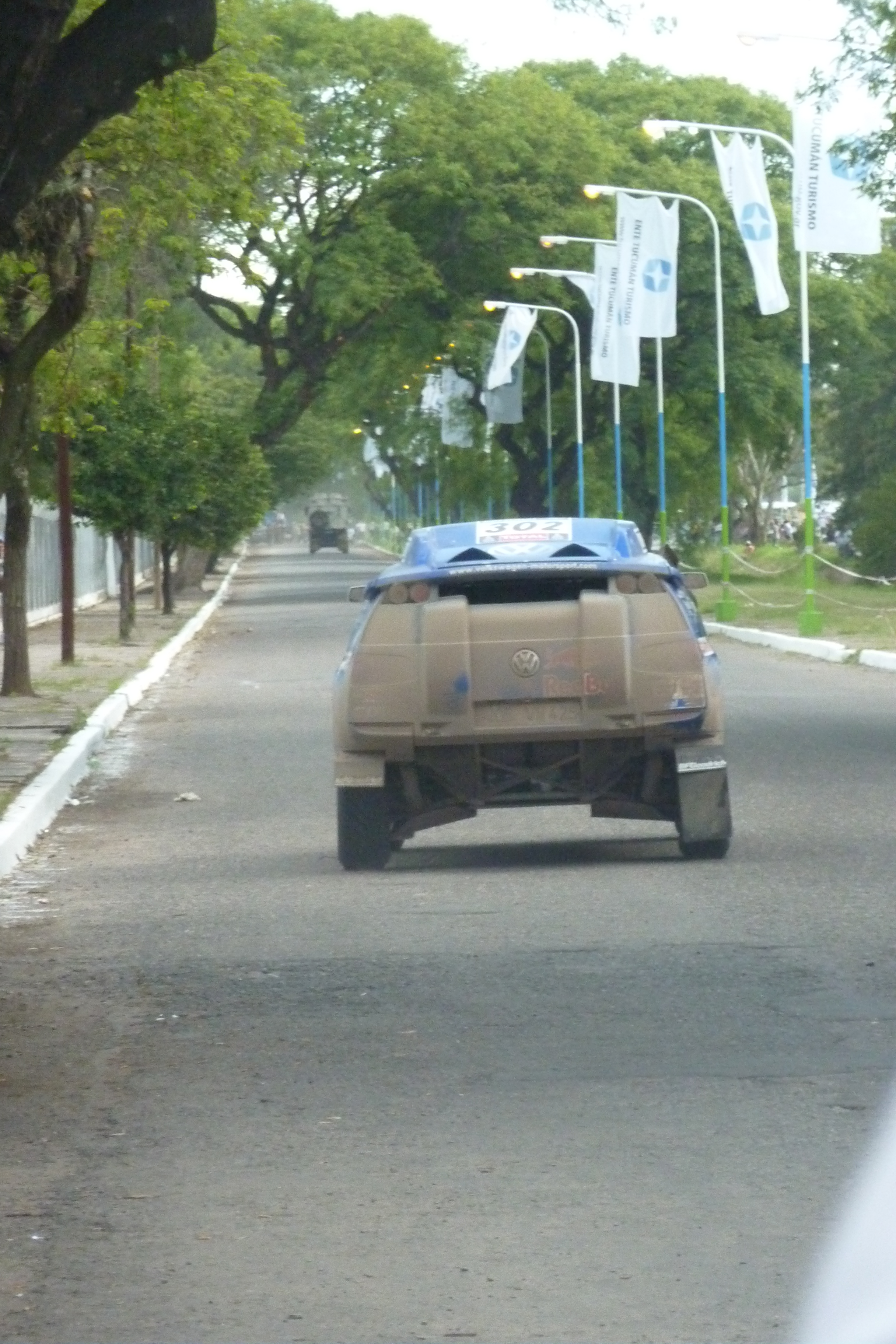
Autója a 2011-es Dakar-ralin

| Év   | Kategória                             | Gyártó                                | Navigátor                             | Szakaszgyőzelmek                      | Helyezés                              |
| ---- | ------------------------------------- | ------------------------------------- | ------------------------------------- | ------------------------------------- | ------------------------------------- |
| 2004 | Autó                                  | Mitsubishi                            | Marc Bartholome                       | 0                                     | 10.                                   |
| 2005 | Autó                                  | BMW                                   | Alain Guehennec                       | 0                                     | Kiesett                               |
| 2006 | Autó                                  | BMW                                   | Alain Guehennec                       | 0                                     | Kiesett                               |
| 2007 | Autó                                  | BMW                                   | Alain Guehennec                       | 1                                     | 6.                                    |
| 2008 | Törölve – helyette: Közép-Európa Rali | Törölve – helyette: Közép-Európa Rali | Törölve – helyette: Közép-Európa Rali | Törölve – helyette: Közép-Európa Rali | Törölve – helyette: Közép-Európa Rali |
| 2009 | Autó                                  | BMW                                   | Tina Thorner                          | 2                                     | Kizárva                               |
| 2010 | Autó                                  | Volkswagen                            | Timo Gottschalk                       | 4                                     | 2.                                    |
| 2011 | Autó                                  | Volkswagen                            | Timo Gottschalk                       | 4                                     | 1.                                    |
| 2012 | Autó                                  | Hummer                                | Lucas Cruz                            | 2                                     | Kiesett                               |
| 2013 | Autó                                  | Demon Jefferies                       | Lucas Cruz                            | 3                                     | Kiesett                               |
| 2014 | Autó                                  | Mini                                  | Lucas Cruz                            | 2                                     | 3.                                    |
| 2015 | Autó                                  | Mini                                  | Matthieu Baumel                       | 5                                     | 1.                                    |
| 2016 | Autó                                  | Mini                                  | Matthieu Baumel                       | 2                                     | 2.                                    |
| 2017 | Autó                                  | Toyota                                | Matthieu Baumel                       | 1                                     | Kiesett                               |
| 2018 | Autó                                  | Toyota                                | Matthieu Baumel                       | 4                                     | 2.                                    |
| 2019 | Autó                                  | Toyota                                | Matthieu Baumel                       | 3                                     | 1.                                    |
| 2020 | Autó                                  | Toyota                                | Matthieu Baumel                       | 1                                     | 2.                                    |
| 2021 | Autó                                  | Toyota                                | Matthieu Baumel                       | 6                                     | 2.                                    |
| 2022 | Autó                                  | Toyota                                | Matthieu Baumel                       | 2                                     | 1.                                    |
| 2023 | Autó                                  | Toyota                                | Matthieu Baumel                       | 3                                     | 1.                                    |
| 2024 | Autó                                  | BRX                                   | Matthieu Baumel                       | 1                                     | Kiesett                               |
| 2025 | Autó                                  | Dacia                                 | Edouard Boulanger                     |                                       |                                       |

### Teljes WTCC-s eredménysorozata
|  |  |  |  |  |  |  |  |  |  |  |  |  |  |  |  |  |  |  |  |  |  | 16 | 14 |

### Olimpiai játékok
| Olimpiai eredményei | Olimpiai eredményei | Olimpiai eredményei | Olimpiai eredményei | Olimpiai eredményei | Olimpiai eredményei |
| Versenyszám         | 1996                | 2000                | 2004                | 2008                | 2012                |
| ------------------- | ------------------- | ------------------- | ------------------- | ------------------- | ------------------- |
| Skeet               | 15. 120             | 6. 122+23           | 4. 122+25           | 15. 117             | 3. 121+23           |